# Drew Goldsack
Drew Goldsack (* 23. August 1981 in Red Deer) ist ein ehemaliger kanadischer Skilangläufer.

## Werdegang
Goldsack, der für die Rocky Mountain Racers startete, lief im November 2000 in Vernon sein erstes Rennen im Continental-Cup, welches er auf dem 15. Platz über 10 km klassisch beendete. Bei den Junioren-Skiweltmeisterschaften 2001 in Karpacz belegte er den 33. Platz im Sprint, den 28. Rang im 30-km-Massenstartrennen sowie den 24. Platz über 10 km klassisch und bei den nordischen Skiweltmeisterschaften 2003 im Val di Fiemme den 58. Platz über 15 km klassisch, den 49. Rang im Sprint sowie den 15. Platz mit der Staffel. Sein Debüt im Weltcup hatte er im Februar 2004 in Umeå, wo er den 14. Platz mit der Staffel belegte. Im folgenden Jahr errang er bei den nordischen Skiweltmeisterschaften in Oberstdorf den 76. Platz über 15 km Freistil und den 21. Platz im Sprint. In der Saison 2005/06 holte er in Vernon mit dem 28. Platz im Sprint seine ersten Weltcuppunkte und belegte beim Saisonhöhepunkt, den Olympischen Winterspielen 2006 in Turin, den 56. Platz im Skiathlon, den 53. Rang über 15 km klassisch sowie den 31. Platz im Sprint. Bei den nordischen Skiweltmeisterschaften im folgenden Jahr in Sapporo kam er auf den 59. Platz über 15 km Freistil, auf den 11. Rang mit der Staffel und zusammen mit Devon Kershaw auf den sechsten Platz im Teamsprint. In der Saison 2007/08 erreichte er in Canmore mit dem 12. Platz im Sprint seine beste Einzelplatzierung im Weltcup. In der Saison 2009/10 holte er im Sprint beim Australia/New-Zealand-Cup in Snow Farm und beim Nor-Am-Cup in Canmore seine ersten Siege im Continental-Cup und erreichte zum Saisonende den dritten Platz in der Gesamtwertung des Nor-Am-Cups. In der folgenden Saison errang er mit fünf dritten, vier zweiten sowie drei ersten Plätzen den zweiten Platz in der Gesamtwertung des Nor-Am-Cups. Seine letzten Rennen im Weltcup absolvierte er im Dezember 2011 in Düsseldorf, die er auf dem 41. Platz im Sprint und auf dem fünften Rang im Teamsprint beendete.

## Teilnahmen an Weltmeisterschaften und Olympischen Winterspielen

### Olympische Spiele
- 2006 Turin: 31. Platz Sprint Freistil, 53. Platz 15 km klassisch, 56. Platz 30 km Skiathlon
- 2010 Vancouver: 40. Platz Sprint klassisch

### Nordische Skiweltmeisterschaften
- 2003 Val di Fiemme: 15. Platz Staffel, 49. Platz Sprint Freistil, 58. Platz 15 km klassisch
- 2005 Oberstdorf: 21. Platz Sprint klassisch, 76. Platz 15 km Freistil
- 2007 Sapporo: 6. Platz Teamsprint Freistil, 11. Platz Staffel, 59. Platz 15 km Freistil

## Siege bei Continental-Cup-Rennen
| Nr. | Datum             | Ort       | Disziplin              | Serie                     |
| --- | ----------------- | --------- | ---------------------- | ------------------------- |
| 1.  | 24. August 2009   | Snow Farm | Sprint Freistil        | Australia/New-Zealand-Cup |
| 2.  | 20. Dezember 2009 | Canmore   | Sprint klassisch       | Nor-Am-Cup                |
| 3.  | 11. Dezember 2010 | Vernon    | Sprint klassisch       | Nor-Am-Cup                |
| 4.  | 4. Februar 2011   | Westbank  | Sprint Freistil        | Nor-Am-Cup                |
| 5.  | 6. Februar 2011   | Westbank  | Gesamtwertung Minitour | Nor-Am-Cup                |